# Нукус (аэропорт)
Аэропорт Нуку́с (каракалп. Nókis Aeroportı; узб. Nukus xalqaro aeroporti) (ИАТА: NCU, ИКАО: UTNN) — международный аэропорт одноимённого города на северо-западе Узбекистана, столицы автономной республики Каракалпакстан.

## История
Искусственная (асфальтобетонная) ВПП аэродрома, построенная в 1960-х, имела длину 1900 м (ныне она используется как рулёжная дорожка).
В начале 1980-х параллельно старой ВПП была построена новая бетонная ВПП длиной 2500 м, а в начале 1990-х она была удлинена до 3000 м, что позволило принимать широкофюзеляжные самолёты Ил-86. Аэродром Нукус роль запасного аэродрома в Приаралье со времен СССР.
С 1960-х до начала 1990-х из аэропорта выполнялись пассажирские авиарейсы на самолётах Ан-2 по местным воздушным линиям (в частности, в пункты Муйнак, Кунград, Ургенч, Тахтакупыр, Казахдарья, Аспантай, Тулей). 
В советский период аэродром Нукус использовался также так военный аэродром. Здесь базировалась 287-я отдельная испытательная авиационная эскадрилья — войсковая часть 22581 (самолёты Ан-26, вертолёты Ми-8), использовавшаяся для обеспечения военного полигона «Восьмая станция химической защиты», функционировавшего на плато Устюрт в окрестностях посёлка Жаслык. В 1993 году эскадрилья была выведена в Российскую Федерацию на аэродром Багай-Барановка. До начала 1990-х годов на аэродроме Нукус базировался 162-й лётный отряд Узбекского управления Министерства гражданской авиации СССР (самолёты Ан-2, Як-40).
В 2005 году в аэропорту построен новый аэровокзал , в 2006—2007 годах установлено современное светосигнальное оборудование.
20 июня 2011 года начата масштабная реконструкция взлётно-посадочной полосы. В течение 110 дней было уложено асфальтобетонное покрытие на участке протяженностью 3000 м. Помимо реконструкции ВПП, в аэропорту был произведен капитальный ремонт перрона и стоянок для воздушных судов. Пропускная способность аэровокзала -  200 чел./час. Аэровокзальный комплекс состоит из двух терминалов, которые включают в себя залы для обслуживания вылетающих и прилетающих пассажиров, обработки багажа, почты и грузов международных и местных направлений.
По состоянию на 2014 год на аэродроме Нукус базируется некоторое количество самолётов Ан-2, применяемых для авиационных работ на территории Каракалпакстана.
11 июля 2018 года начал работу обновленный пассажирский терминал международного аэропорта «Нукус». Терминал стал обладать пропускной способностью в 400 пассажиров в час. Начальник службы организации пассажирских перевозок аэропорта, Конысбай Нуратдинов, сообщил о планах открытия рейсов в Алматы и Актау казахстанской авиакомпанией Scat Airlines, а также о возможных регулярных рейсах в Москву «Уральскими авиалиниями».
С 1 октября 2019 года в аэропорту Нукуса вводится режим «открытое небо», что позволяет без ограничений принимать международные чартерные рейсы. 

## Принимаемые типыВС
Ан-12, Ан-24, Ан-26, Ан-28, Ан-30, Ан-32, Ан-72, Ан-74, Ан-124, Ил-62, Ил-76, Ил-86, Ил-96, Л-410, Ту-134, Ту-154, Як-40, Як-42, Airbus A310, Airbus A319, Airbus A320, ATR 42, ATR 72, Boeing 737, Boeing 757, Boeing 767, и др. типы ВС 3-4 класса, вертолёты всех типов. Классификационное число ВПП (PCN) 44/F/A/X/T.

## Пункты назначения и перевозчики
| Авиакомпания       | Пункты назначения               |
| ------------------ | ------------------------------- |
| Uzbekistan Airways | Ташкент, Москва-Внуково, Алматы |
| FlyKhiva           | Ташкент                         |
| Silk Avia          | Муйнак                          |